# IC 4326
IC 4326 ist eine Galaxie vom Hubble-Typ S im Sternbild Hydra südlich des Himmelsäquators. Sie ist schätzungsweise 197 Millionen Lichtjahre von der Milchstraße entfernt.
Das Objekt wurde am 4. Mai 1904 von dem US-amerikanischen Astronomen Royal Harwood Frost entdeckt.